# الجنة (أغنية إينا)
الجنة (بالإنجليزية: Heaven)‏ هي أغنية للفنانة الرومانية إينا، تم إصدارها مع الفيديو المصور في 7 من يونيو 2016 على قناة إينا على اليوتيوب.

## الفيديو كليب

غلاف الأغنية على موقع يوتيوب

تم إصدار الفيديو المصور المصاحب للأغنية على قناة إينا على موقع يوتيوب في يوم 7 من يونيو 2016. وجمع أكثر من 400 000 تعليق في أول 24 ساعة من إطلاقه. وتم تصوير الفيديو في موريشيوس وهو من إخراج جون بيريز، الذي عمل سابقا مع فنانين مثل ريهانا وشاكيرا.